# Fernando Coni Campos
Fernando Luis Coni Campos (Conceição do Almeida, 15 de abril de 1933 — Rio de Janeiro, 24 de dezembro de 1988) foi um cineasta e escritor brasileiro.

## Biografia
Viveu a infância em Castro Alves, partindo depois para São Paulo, até se radicar no Rio de Janeiro.
Começou trabalhando em publicidade e estreou no cinema em 1964 com o longa-metragem Morte em Três Tempos. Em filmes de curta metragem, se especializou em documentários sobre arte e artistas. Realizou sete de longas de ficção como diretor e roteirista. Em 1968, obteve o Prêmio Leopardo de Prata com o filme "Viagem ao  fim do Mundo." Em 1983, seu filme "O Mágico e o delegado" foi aclamado no festival de Brasília  levando os principais prêmios. Faleceu aos 55 anos na véspera de natal de 1988

## Filmografia

### Longas-metragens
- 1964 - Morte em Três Tempos
- 1968 - Viagem ao Fim do Mundo[1]
- 1969 - Um homem e sua Jaula (inédito)[1]
- 1970 - Sangue Quente em Tarde Fria
- 1972 - Uma Nega Chamada Tereza[1]
- 1977 - Ladrões de Cinema[1]
- 1983 - O Mágico e o Delegado[1]

### Curtas-metragens
- 1964 - Brasília, Planejamento Urbano
- 1965 - O Cristo Flagelado
- 1965 - Do Grotesco ao Arabesco
- 1969 - O Natal de Cristo
- 1969 - Tarsila - 50 Anos de Pintura
- 1972 - Brasil de Pedro a Pedro
- 1973 - Rebolo Gonçalves
- 1974 - Pelo Sertão
- 1975 - Painel Tiradentes, Portinari
- 1979 - Art Nouveau
- 1980 - A Pintura de Cláudio Tozzi
- 1982 - O Universo Pictórico de Teruz
- 1985 - O Pintor Jenner Augusto
- 1988 - Oscar Niemeyer (inacabado)

## Obras publicadas
- 1961 - Uma Fábula, xilogravuras: Newton Cavalcanti; Atelier de Arte Marcelino e Vera Tormenta Goulart. Rio de Janeiro
- 1978 - Cheiro de Nascença. São Paulo